# Mount Liptak
Mount Liptak är ett berg i Antarktis. Det ligger i Västantarktis. Chile gör anspråk på området. Toppen på Mount Liptak är 3 000 meter över havet.
Terrängen runt Mount Liptak är huvudsakligen bergig. Trakten är obefolkad. Det finns inga samhällen i närheten. 